# Ophioglossum decipiens
Ophioglossum decipiens là một loài dương xỉ trong họ Ophioglossaceae. Loài này được Poirault. mô tả khoa học đầu tiên năm 1893.
Danh pháp khoa học của loài này chưa được làm sáng tỏ. 